# The Scream Team
The Scream Team (bra: Patrulha das Almas ou A Patrulha das Almas) é um filme original do Disney Channel lançado em 2002, dos gêneros comédia, fantasia e terror, dirigido por Stuart Gillard e estrelado por Kat Dennings e Kathy Najimy. 

## Enredo
Duas crianças se mudam para a cidade onde seu avô acabou de morrer. Mais tarde, eles descobrem que uma sociedade de fantasmas estão procurando a alma perdida do avô deles. As crianças decidem procurar a alma, mas descobrem que um mal fantasma o roubou e que elas devem unir forças com a Patrulha Soul, um grupo de cadáveres de pessoas que buscam fantasmas e querem encontra-lo e destruir o mal fantasma. No final eles descobrem que a verdade era que o mal fantasma era um inventor mal entendido cuja mulher foi morta em um terrível acidente com uma de suas invenções e as pessoas acham que ele a matou propositalmente. Ele capta o Soul Patrol, em última instância, mas as crianças conseguem chegar a ele para parar de revelar a verdade. Ele liberta todos os espíritos aprisionados e finalmente se muda. 
As crianças e seu pai voltam para casa e encontram o espírito do avô, e ele afirma que está muito orgulhoso de seu filho, coisa que nunca lhe aconteceu antes. Finalmente, ele avança para a pós-vida, onde ele poderá comer muitas tortas. A família decide permanecer na cidade do que se mudar, assim será possível evitar que o antigo mal fantasma aja novamente.

## Elenco
- Mark Rendall - Ian Carlyle
- Kat Dennings - Claire Carlyle
- Robert Bockstael - Richard Carlyle
- Eric Idle - Coffin Ed
- Tommy Davidson - Jumper
- Kathy Najimy - Mariah
- Kim Coates - Zachariah Kull
- Gary Reineke - Avô Frank Carlyle
- Nigel Bennett - Warner
- Edie Inksetter - Face
- Zoie Palmer - Rebecca Kull